# Revelation (album)
Pour les articles homonymes, voir Révélation (homonymie).
Albums de Journey
Generations
(2005) Eclipse
(2011)
Revelation est le 14e album studio du groupe rock américain Journey. C'est le premier pour le chanteur Arnel Pineda, chanteur philippin découvert par Neal Schon sur internet, dans des vidéos où il interprétait des reprises de Journey.
Il existe une version 2 CD, ce deuxième CD comprend des anciens titres de Journey repris avec Arnel Pineda, le nouveau chanteur.

## Liste des titres
| 1.  | Never Walk Away             | 4:19 |
| 2.  | Like a Sunshower            | 4:29 |
| 3.  | Change For the Better       | 5:52 |
| 4.  | Wildest Dream               | 5:02 |
| 5.  | Faith in the Heartland      | 6:18 |
| 6.  | After All These Years       | 4:10 |
| 7.  | Where Did I Lose Your Love  | 5:02 |
| 8.  | What I Needed               | 5:28 |
| 9.  | What It Takes To Win        | 5:23 |
| 10. | Turn Down the World Tonight | 4:56 |
| 11. | The Journey                 | 5:25 |
| 12. | Let It Take You Back        |      |
| 13. | The Place in Your Heart     | 4:45 |

| 1.  | Only the Young           | 4:14 |
| 2.  | Don't Stop Believin'     | 4:55 |
| 3.  | Wheel in the Sky         | 5:01 |
| 4.  | Faithfully               | 4:47 |
| 5.  | Any Way You Want It      | 3:25 |
| 6.  | Who's Crying Now         | 5:16 |
| 7.  | Separate Ways            | 5:27 |
| 8.  | Lights                   | 3:16 |
| 9.  | Open Arms                | 3:22 |
| 10. | Be Good to Yourself (en) | 4:29 |
| 11. | Stone in Love            | 4:27 |

### DVD
1. "Sky Light"
2. "Any Way You Want It"
3. "Wheel in the Sky"
4. "Lights"
5. "After All These Years"
6. "Never Walk Away"
7. "Open Arms (Prelude)"
8. "Open Arms"
9. "Mother, Father"
10. "Wildest Dream"
11. "Separate Ways (Worlds Apart)"
12. "Faithfully"
13. "Don't Stop Believin'"
14. "Be Good to Yourself"

## Personnel
- Arnel Pineda : Chant
- Neal Schon : Guitare, chœurs
- Ross Valory : Basse, chœurs
- Johnathan Cain : Claviers, guitare rythmique, chœurs
- Deen Castronovo : Batterie, percussions